# Московская школа композиторов
Московская школа композиторов — термин, условно объединяющий творчество русских композиторов города Москвы второй половины XIX века во главе с Петром Чайковским. Противопоставляла себя петербургской школе композиторов .

## История
Также называется школой Московской консерватории. Ее создание связано с именами Петра Ильича Чайковского и его ученика Сергея Ивановича Танеева.. К школе также могут быть отнесены В. С. Калинников, А. С. Аренский, М. М. Ипполитов-Иванов, Н. К. Метнер.
Московская школа композиторов противопоставляла себя Петербургской школе композиторов, связанных с Могучей кучкой и Беляевским кружком. Различия касались не коренных основ творчества, а более частных моментов, таких как отношение к классическому наследству и разным течениям зарубежной музыки.
Представители Московской школы были верны классицизму и им был свойственен универсализм. Московская школа была в значительно большей степени ориентирована на западноевропейский романтизм (существенная роль симфонии, камерно-инструментальной музыки и др.). В музыкальном языке общеевропейские нормы соединялись со стилистикой русской бытовой городской музыки.
Обе школы находились в русле развития передового реалистического направления русской музыки.
В конце XIX века А. К. Глазунов после общения с С. И. Танеевым несколько пересматривает свои взгляды. Общим явлением стало сглаживание противоречий между двумя школами, что проявилось в высокой оценке творчества Танеева представителями Петербурга.
Стремление к синтезу принципов обеих школ на рубеже веков проявилось в творчестве многих композиторов (Антон Степанович Аренский,Сергей Васильевич Рахманинов и другие).